# Gmina Rozogi
Die Gmina Rozogi [rɔˈzɔɡi] ist eine Landgemeinde im Powiat Szczycieński der Woiwodschaft Ermland-Masuren in Polen. Ihr Sitz ist das gleichnamige Dorf (deutsch Friedrichshof) mit etwa 1500 Einwohnern.

## Geographie

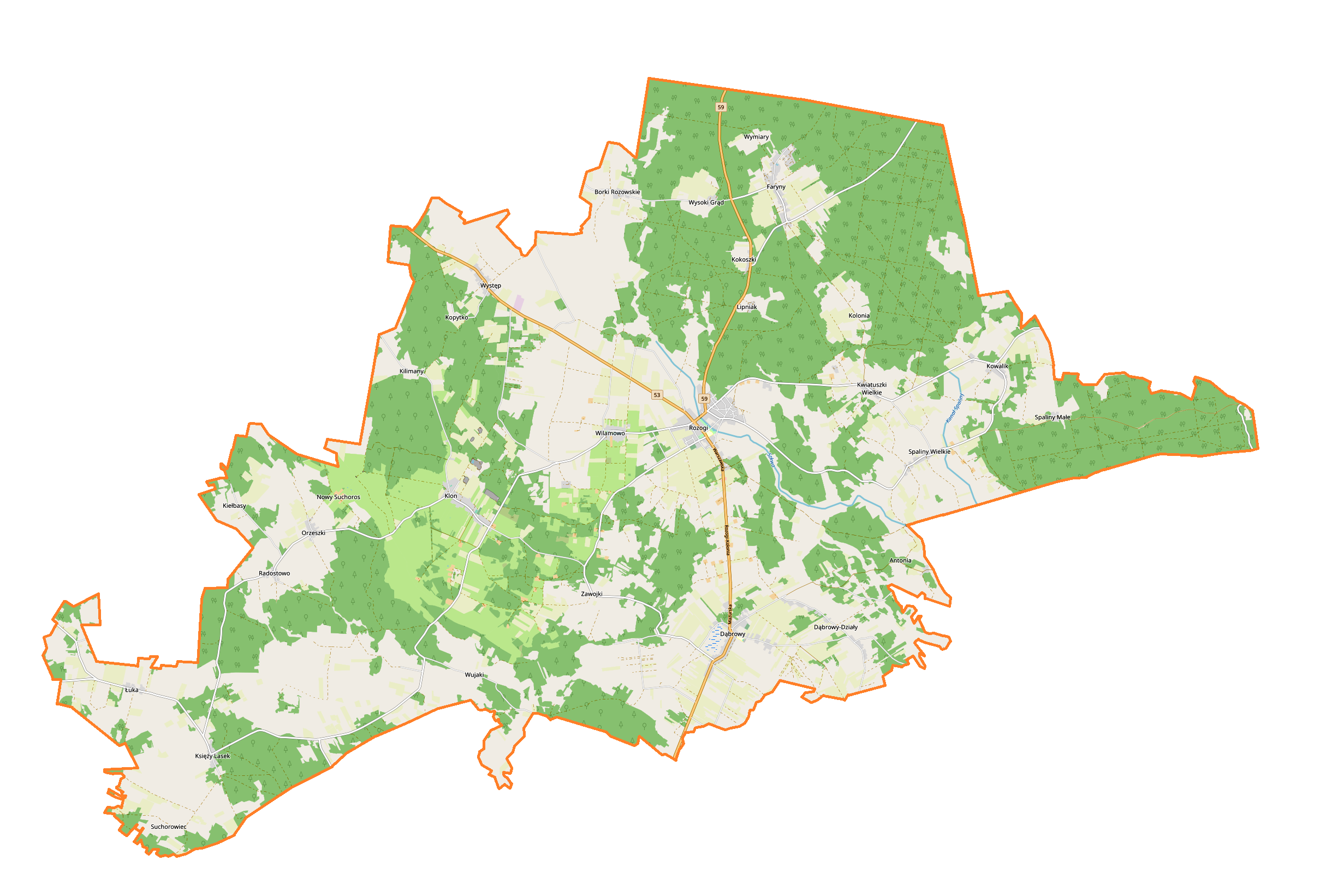
Karte der Gemeinde

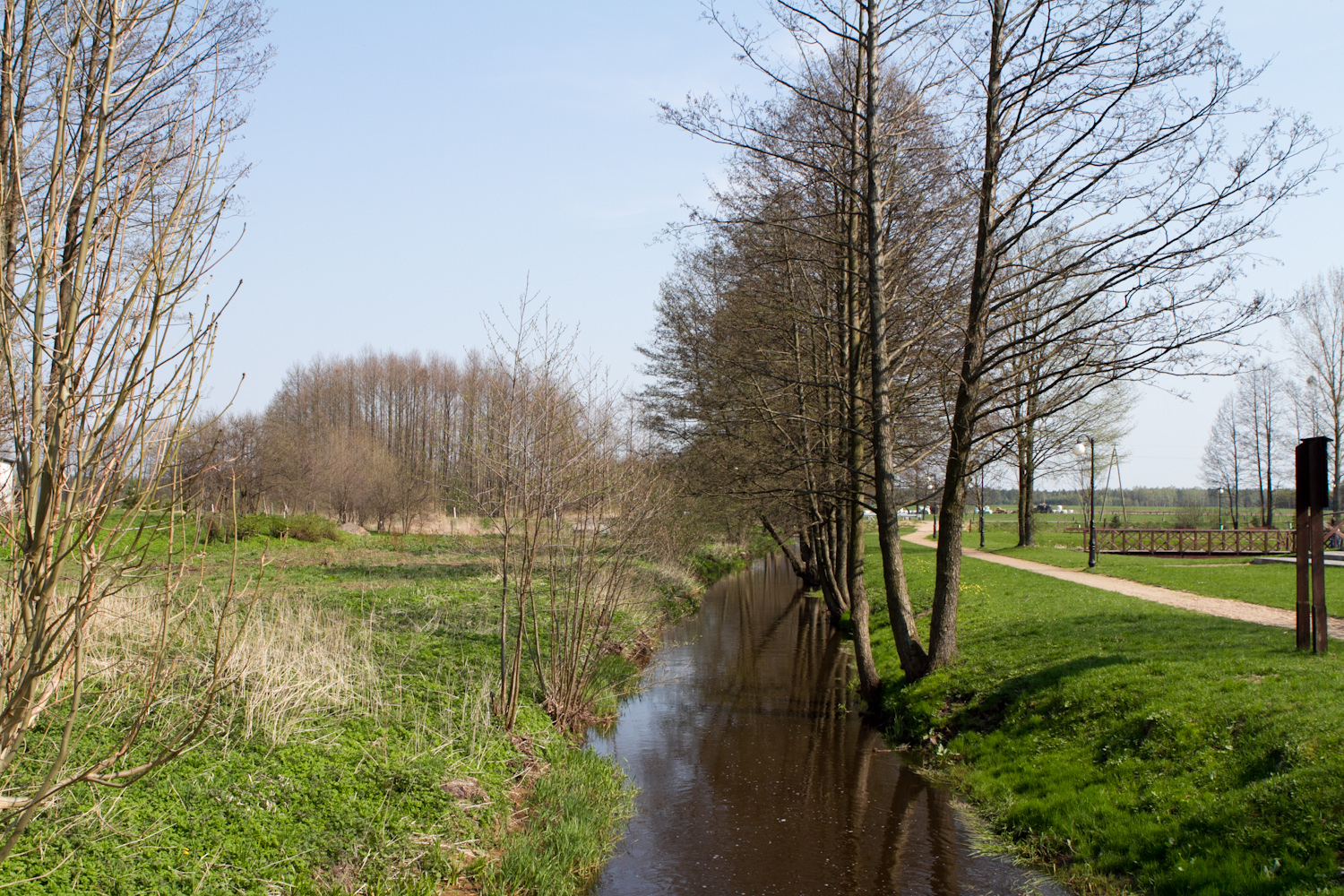
Die Szkwa bei Rozogi

Die Gemeinde liegt im Süden der Woiwodschaft und grenzt an die Woiwodschaft Masowien. Die Woiwodschaft Podlachien liegt vier Kilometer östlich. Die Kreisstadt Szczytno (Ortelsburg) liegt etwa 15 Kilometer nordwestlich. Nachbargemeinden sind die Gemeinden Wielbark im Südwesten, Szczytno im Westen, Świętajno im Norden, Ruciane-Nida im Nordosten und Pisz im Osten sowie in der Woiwodschaft Masowien Łyse im Südosten, Myszyniec im Süden und Czarnia im Südwesten.
Die Gemeinde hat eine Fläche von 224,4 km², die zu 53 Prozent land- und zu 41 Prozent forstwirtschaftlich genutzt wird. Der Rozoga genannte Oberlauf der Szkwa (Rosogga, Skwa) durchzieht die Gemeinde und ihren Hauptort von Nord nach Süd.

## Geschichte
Die Landgemeinde wurde 1973 aus verschiedenen Gromadas wieder gebildet. Ihr Gebiet gehörte von 1946 bis 1975 zur Woiwodschaft Olsztyn und anschließend bis 1998 zur Woiwodschaft Ostrołęka, der Powiat wurde in dieser Zeit aufgelöst. Zum 1. Januar 1999 kam die Gemeinde zur Woiwodschaft Ermland-Masuren und wieder zum Powiat Szczycieński.
Am 27. Juni 2017 hat die Gmina Rozogi ein neues Wappen gegeben.

## Gliederung
Die Gemeinde besteht aus seit 2020 aus 15 Dörfern mit Schulzenämtern (sołectwa; deutsche Namen amtlich bis 1945):
- Borki Rozowskie (Borken bei Farienen, 1938–45 Wildheide)
- Dąbrowy (I)
- Faryny (Farienen)
- Klon (Liebenberg)
- Kowalik (Kowallik, 1928–45 Waldnurg)
- Księży Lasek (Fürstenwalde)
- Kwiatuszki Wielkie (Groß Blumenau)
- Łuka (Lucka, 1938–45 Luckau)
- Orzeszki (Zielonygrund, 1933–45 Schützengrund)
- Radostowo (Radostowen, 1936–45 Rehbruch)
- Rozogi (Friedrichshof)
- Spaliny Wielkie (Groß Spalienen, 1938–45 Neuwiesen)
- Wilamowo (Willamowen, 1932–45 Wilhelmshof)
- Występ (Wystemp, 1934–45 Höhenwerder)
- Zawojki (Zawoyken, 1934–45 Lilienfelde)

Das Schulzenamt Dąbrowy II wurde 2019/2020 aufgelöst.
Kleinere Ort der Gemeinde sind diesen Schulzenämtern zugeordnet:
- Antonia
- Dąbrowy-Działy
- Grodzie (Rosengarten)
- Kiełbasy (Kelbassen, 1935–45 Wehrberg)
- Kilimany (Lipniak bei Liebenberg, 1938–45 Friedrichshagen)
- Kokoszki (Kokosken, 1938–45 Kleinlindengrund)
- Kopytko
- Kwiatuszki Małe (Klein Blumenau)
- Lipniak (Lipniak bei Farienen, 1934–45 Lindenheim)
- Możdżenie
- Nowy Suchoros (Neu Suchoroß, 1938–45 Auerswalde)
- Spaliny Małe (Klein Spalienen, 1938–45 Spalingen)
- Suchorowiec
- Wujaki (Wujacken,  1934–45 Ohmswalde)
- Wysoki Grąd (Wysockigrund, 1932–45 Lindengrund)

Ehemalige Orte sind Gównicha und Morgi (von Löbensche Morgen).

## Verkehr
Wichtigste Straße ist die Landesstraße 53 (im nördlichen Abschnitt die ehemalige deutsche Reichsstraße 134) von Olsztyn (Allenstein) nach Ostrołęka. Im Hauptort zweigt die Landesstraße 59 ab, die über Mrągowo (Sensburg) nach Giżycko (Lötzen) führt.
Die nächsten großen internationalen Flughäfen sind Danzig und Warschau.
Der Bahnverkehr auf der Bahnstrecke Puppen–Myszyniec wurde 1962/1973 eingestellt.